# Cleyton (football, 1990)
Pour les articles homonymes, voir Cleyton.
Cleyton Rafael Lima da Silva, surnommé Cleyton, (né dans l'état du Mato Grosso do Sul le 24 février 1990), est un footballeur brésilien. Il joue au poste de milieu offensif à l'Operário Ferroviário EC.

## Biographie
Il commence le football professionnel au Brésil dans le club du Iraty Sport Club, dans le Championnat du Paraná de football, qu'il quitte après 2 saisons afin de rejoindre le SC Corinthians Alagoano. Il n'y dispute aucun match car il est prêté au club portugais de l'Académica de Coimbra.

## Statistiques

### Synthèse
| Saison                | Club                    | Championnat           | Championnat | Championnat | Coupe(s) nationale(s) | Coupe(s) nationale(s) | Compétition(s) continentale(s) | Compétition(s) continentale(s) | Compétition(s) continentale(s) | Sélection | Sélection | Sélection | Total | Total |
| Saison                | Club                    | Division              | M.          | B.          | M.                    | B.                    | Comp.                          | M.                             | B.                             | Équipe    | M.        | B.        | M.    | B.    |
| 2011                  | Iraty SC                | Campeonato Paranaense | 15          | 0           | 1                     | 0                     | -                              | 0                              | 0                              | -         | 0         | 0         | 16    | 0     |
| 2012                  | Iraty SC                | Campeonato Paranaense | 20          | 2           | 0                     | 0                     | -                              | 0                              | 0                              | -         | 0         | 0         | 20    | 2     |
| Sous-total            | Sous-total              | Sous-total            | 35          | 2           | 1                     | 0                     | -                              | 0                              | 0                              | -         | 0         | 0         | 36    | 2     |
| 2012                  | SC Corinthians Alagoano | Campeonato Alagoano   | 0           | 0           | 0                     | 0                     | -                              | 0                              | 0                              | -         | 0         | 0         | 0     | 0     |
| Sous-total            | Sous-total              | Sous-total            | 0           | 0           | 0                     | 0                     | -                              | 0                              | 0                              | -         | 0         | 0         | 0     | 0     |
| 2012-2013             | Académica de Coimbra    | Liga Zon Sagres       | 25          | 1           | 7                     | 1                     | C3                             | 5                              | 0                              | -         | 0         | 0         | 37    | 2     |
| 2013-2014             | Académica de Coimbra    | Liga Zon Sagres       | 22          | 2           | 6                     | 0                     | -                              | -                              | -                              | -         | -         | -         | 28    | 2     |
| Sous-total            | Sous-total              | Sous-total            | 47          | 3           | 13                    | 1                     | -                              | 5                              | 0                              | -         | 0         | 0         | 65    | 4     |
| 2014-2015             | FK Tioumen              | D II                  | 18          | 5           | 0                     | 0                     | -                              | -                              | -                              | -         | -         | -         | 18    | 5     |
| Sous-total            | Sous-total              | Sous-total            | 18          | 5           | 0                     | 0                     | -                              | 0                              | 0                              | -         | 0         | 0         | 18    | 5     |
| 2015                  | ABC FC                  | Série B               | 7           | 0           | 0                     | 0                     | -                              | 0                              | 0                              | -         | 0         | 0         | 7     | 0     |
| Sous-total            | Sous-total              | Sous-total            | 7           | 0           | 0                     | 0                     | -                              | 0                              | 0                              | -         | 0         | 0         | 7     | 0     |
| 2016                  | CSA                     | Campeonato Alagoano   | 16          | 3           | 0                     | 0                     | -                              | 0                              | 0                              | -         | 0         | 0         | 16    | 3     |
| Sous-total            | Sous-total              | Sous-total            | 16          | 3           | 0                     | 0                     | -                              | 0                              | 0                              | -         | 0         | 0         | 16    | 3     |
| 2016                  | Paysandu SC             | Série B               | 7           | 2           | 0                     | 0                     | -                              | 0                              | 0                              | -         | 0         | 0         | 7     | 2     |
| Sous-total            | Sous-total              | Sous-total            | 7           | 2           | 0                     | 0                     | -                              | 0                              | 0                              | -         | 0         | 0         | 7     | 2     |
| 2017                  | CSA                     | Campeonato Alagoano   | 18          | 4           | 1                     | 0                     | -                              | 0                              | 0                              | -         | 0         | 0         | 19    | 4     |
| Sous-total            | Sous-total              | Sous-total            | 18          | 4           | 1                     | 0                     | -                              | 0                              | 0                              | -         | 0         | 0         | 19    | 4     |
| 2017                  | Botafogo FC             | Série C               | 3           | 0           | 0                     | 0                     | -                              | 0                              | 0                              | -         | 0         | 0         | 3     | 0     |
| Sous-total            | Sous-total              | Sous-total            | 3           | 0           | 0                     | 0                     | -                              | 0                              | 0                              | -         | 0         | 0         | 3     | 0     |
| Total sur la carrière | Total sur la carrière   | Total sur la carrière | 151         | 19          | 15                    | 1                     | -                              | 5                              | 0                              | -         | 0         | 0         | 171   | 20    |

Statistiques actualisées le 7/6/2017

### Matchs disputés en coupes continentales
| Matchs | Date             | Stade                              | Adversaire         | Résultat | Minutes | Compétition            | Buts | Tour                  | Club                 |
| ------ | ---------------- | ---------------------------------- | ------------------ | -------- | ------- | ---------------------- | ---- | --------------------- | -------------------- |
| 1      | 4 octobre 2012   | Estádio Cidade de Coimbra, Coimbra | Hapoël Tel-Aviv    | 1 – 1    | 69 min  | Ligue Europa 2012-2013 | 0    | Phase de groupes-1/32 | Académica de Coimbra |
| 2      | 25 octobre 2012  | Stade Vicente-Calderón, Madrid     | Atlético de Madrid | 2 – 1    | 40 min  | Ligue Europa 2012-2013 | 0    | Phase de groupes-1/32 | Académica de Coimbra |
| 3      | 8 novembre 2012  | Estádio Cidade de Coimbra, Coimbra | Atlético de Madrid | 2 – 0    | 90 min  | Ligue Europa 2012-2013 | 0    | Phase de groupes-1/32 | Académica de Coimbra |
| 4      | 22 novembre 2012 | Estádio Cidade de Coimbra, Coimbra | Viktoria Plzeň     | 1 – 1    | 90 min  | Ligue Europa 2012-2013 | 0    | Phase de groupes-1/32 | Académica de Coimbra |
| 5      | 6 décembre 2012  | Bloomfield Stadium, Tel Aviv-Jaffa | Hapoël Tel-Aviv    | 2 – 0    | 90 min  | Ligue Europa 2012-2013 | 0    | Phase de groupes-1/32 | Académica de Coimbra |

## Palmarès
- Académica de Coimbra
  - Finaliste de la Supercoupe du Portugal en 2012[7]